# Велимир Стојнић
Велимир Стојнић (Добро Село, код Босанске Крупе, 5. април 1916 — Београд, 28. новембар 1990) био је учесник Народноослободилачке борбе, друштвено-политички радник СФРЈ и народни херој Југославије.

## Биографија
Рођен 5. априла 1916. у Добром Селу, код Босанске Крупе (данас општина Бужим). Потиче из учитељске пордице. Детињство је провео у селима Босанске крајине, у Подгрмечу и на Козари, где је његов отац Стеван службовао. Основну школу је завршио Босанској Костајници, а гимназију је учио у Костајници и Бихаћу. Године 1929. његова се породица преселила у Бању Луку, где је Велимир завршио нижу гимназију и уписао Учитељску школу. Због повезаности са револуционарним омладинским покретом, из бањалучке Учитељске школе је искључен 1936. године, па је школовање настави у Загребу. Током школовања у Загребу је наставио учешће у омладинском покрету и у току 1936. године је примљен у чланство Комунистичке партије Југославије (КПЈ).
После одслужења војног рока у Школи за резервне офцире у Горажду вратио се у Бања Луку. Прву учитељску службу добио је у селу Каменици код Дрвара. По доласку у Дрвар активно је радио на организовању организације КПЈ међу радницима „Шипада“. Јуна 1940. године учествовао је на Првој обласној партијској конференцији за Босанску крајину, одржаној у Бања Луци. На овој конференцији је изабран за делегата за Пету земаљску конференцију КПЈ. Због партијске ангажованости био је отпуштен из службе, али је убрзо враћен јер је уживао велики углед у народу. Почетком 1941. године, пред почетак Другог светског рата у Југославији, позван је на војну вежбу.
После Априлског рата и окупације Краљевине Југославије дошао је у Приједор, где се повезао са члановима КПЈ и учествовао у припремама за устанак, у својству војног повереника КПЈ за приједорски срез. Учествовао је на саветовању Обласног комитета КПЈ за Босанку крајину, одржаном 8. јуна 1941. године на Шехинтлуцима код Бања Луке, на којем су разарђиване одлуке са Мајског саветовања ЦК КПЈ.
У време избијања оружаног устанка, јула 1941. године, налазио се на Козари, а одатле је по партијском задатку прешао у Дрвар. Тамо је постављен за политичког комесара Дрварско-граховског партизанског одреда, а после тога је прешао у Подгрмеч и био политички комесар Подгрмечког партизанског одреда. Маја 1942. године именован је за политичког комесара Прве крајишке ударне бригаде. Месец дана касније вратио се у Подгрмеч и преузео дужност политичког комесара Првог крајишког партизанског одреда. У маја 1943. постављен је за политичког комесара тада новоформираног Петог крајишког корпуса. Од августа 1943. године био је члан Обласног комитета КПЈ за Босанску крајину.
Почетком 1944. године Врховни штаб НОВ и ПОЈ га је одредио за члана Војне мисије НОВ и ПОЈ у Совјетском Савезу и упутио га у Москву. После два месеца проведених на овој дужности вратио се на острво Вис, одакле је августа 1944. упућен у Албанију, као шеф Војне мисије НОВ и ПОЈ при Врховном штабу НОВ Албаније. На тој дужности је остао до маја 1945. године, када је Демократска Федеративна Југославија признала Народну Републику Албанију, а он постао први посланик.
Октобра 1945. године вратио се у Београд и постао помоћник министра за Конституанту, а затим секретар и потпредседник Комисије државне контроле ФНРЈ, до 1950. године. Потом је био члан Савезног извршног већа, Савезног одбора Социјалистичког савеза радног народа Југославије, генерални секретар Савеза бораца НОР-а Југославије и члан генералног савета Светске федерације бивших бораца. Био је председник Комисије за кадровску политику и образовање кадрова Централног комитета СКЈ. За народног посланика Савезне скупштине биран је у више сазива, а једно време је обављао и дужност председника Организационо-политичког већа Савезне скупштине. Био је члан Савета федерације и имао је чин резервног генерал-мајора.
За члана Централног комитета Савеза комунсита Југославије биран је на Шестом, Седмом и Осмом конгресу СКЈ.
Умро је 28. новембра 1990. и сахрањен је у Алеји народних хероја на Новом гробљу у Београду.
Носилац је Партизанске споменице 1941. и других југословенских одликовања, међу којима су Орден народног ослобођења, Орден партизанске звезде за златним венцем и Орден заслуга за народ са златном звездом. Орденом народног хероја одликован је 24. јула 1953. године.